# Rhampholeon temporalis
Rhampholeon temporalis este o specie de cameleoni din genul Rhampholeon, familia Chamaeleonidae, descrisă de Paul Matschie în anul 1892. Conform Catalogue of Life specia Rhampholeon temporalis nu are subspecii cunoscute.